# 九酔渓温泉
九酔渓温泉（きゅうすいけいおんせん）は、大分県玖珠郡九重町（旧国豊後国）にある温泉。

## 泉質
- 含鉄ナトリウム - カルシウム（マグネシウム）炭酸水素塩泉
  - 泉温：50℃
  - 泉色：無色透明
  - 飲用：可
  - 効能：神経痛、リウマチ、やけどなど

※ 効能は万人に対してその効果を保障するものではない。

## 温泉地
日本の滝百選に数えられる震動の滝で有名な九酔渓にある温泉。一軒宿であるが、旅館、離れ、ロッジなどの様々なタイプの宿泊施設がある。近くには、2006年10月に開通した日本最長の歩行者専用橋九重"夢"大吊橋もある。

## アクセス
- 鉄道・バス：JR九州久大本線豊後中村駅から日田バス牧ノ戸峠行きで約10分、展望台停留所下車、徒歩約5分
- 車：大分自動車道九重ICから、国道210号、県道40号を九酔渓方面へ約5km